# Garoua Yaka
Garoua Yaka est un village du Cameroun situé dans la région de l’Est, le département de Lom-et-Djérem et la commune de Ngoura. Garoua Yaka se trouve à 125 km d'Ngoura Centre.

## Étymologie
« Yaka » signifie partir ; « Garoua yaka » veut dire Garoua est parti.

## Population
Lors du recensement de 2005, on y dénombrait 1 117 personnes.
En mars 2018, Garoua Yaka comptait 1 820 habitants